# Wiffe

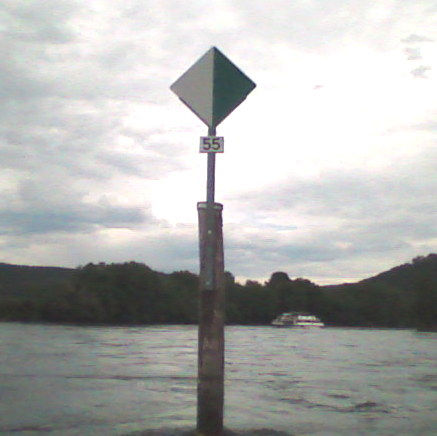
Wiffe Nummer 55, im Hochrhein bei Rheinklingen TG

Wiffen sind Schifffahrtszeichen für die Binnenschifffahrt, welche die Fahrrinne in einem Gewässer kennzeichnen. Eine Wiffe besteht aus einem Pfahl, auf dem ein grün-weißes Signal (Schifffahrtszeichen D.2) montiert ist. Die grüne Seite markiert die Fahrrinne. Verwendet werden Wiffen am Bodensee, im Seerhein und im Hochrhein zwischen Stein am Rhein und Schaffhausen. 
Um den Kursschiffen nicht in die Quere zu kommen, sollten Boote mit wenig Tiefgang wie z. B. Weidlinge oder Schlauchboote unbedingt auf der weißen Seite fahren und einen Sicherheitsabstand zu den Wiffen halten.

## Bedeutung des Schifffahrtszeichen D.2
Laut Bodensee-Schifffahrtsordnung (BSO): Empfehlung, sich auf der mit «grün» bezeichneten Fahrwasserseite zu halten.